# Ицыл (гора)
Гора́ Ицы́л — гора на Южном Урале, в Челябинской области; южная оконечность одноимённого хребта. Входит в состав Таганайского горного узла.

## Этимология
- Название «Ицыл» в переводе с башкирского языка означает «вечный ветер» («исеу» — «дуть» и «ел» — «ветер»). Дано в связи с тем, что на вершине горы (хребта) постоянно дуют ветра. Поскольку в местных башкирских говорах нет звука «ц», то гора, вероятно, изначально называлась «Иссыл»[1][2][3]. Старожилы Златоуста называют гору (и хребет) «Исыл».
- Однозначного толкования топонима нет: возможно, он происходит от «исыл» — антропонима тюркского происхождения[4].

## Описание
Гора Ицы́л — южная оконечность одноименного хребта, в 26 км к северо-востоку от Златоуста. Находится на границе национального парка «Таганай». Гора двуглавая, имеет гребнеобразную форму. Высота южного гребня — 1049 метров, северного — 1068 метров над уровнем моря. Между гребнями — горное плато. На склонах — многочисленные курумники (горные породы диаметром 0,5–3 метра) и скалы-останцы. Сложена кварцитами и кристаллическими сланцами. Среди минералов встречаются гранат, ставролит, шерл.
Через гору проходит граница между Европой и Азией.
На восточном склоне горы растут реликтовые ельники, которые называются «ицыльские ельники». Ценны, в частности, как лесосеменной фонд.
Деревьев на вершине почти нет. Скалы местами покрыты лишайниками и мхом. Подножие Ицыла — горная тайга, в которой преобладают ель, берёзы и пихты.
Вершина Ицыла «считается одной из самых лучших обзорных площадок на Южном Урале». С неё открываются панорамные виды на Таганайские хребты: на северо-запад — Большой Таганай, на запад — Средний, на юго-запад — Малый Таганай. На восток — вид на озеро Аргази, на юго-юго-восток — озеро Тургояк.